# Данё, Йозеф
Йозеф Данё (словац. Jozef Daňo; род. 28 декабря 1972 года, Нитра, Чехословакия) — словацкий хоккеист, игравший на позиции левого крайнего нападающего. Отец известного словацкого хоккеиста Марко Данё.

## Карьера
Воспитанник хоккейной школы ХК «Нитра».
Выступал за ХК «Нитра», «Дукла» (Тренчин), «Железарни» Тршинец, «Ак Барс» (Казань), ХК «Зволен», ХК «Целль-ам-Зее», ХК «Спишска Нова Вес».
В чемпионатах Словакии — 141 матч, 134 очка (57+77). В чемпионатах Чехии — 237 матчей, 187 очков (73+114). В чемпионатах Чехословакии — 90 матчей, 65 очков (31+34). В чемпионатах России — 10 матчей, 4 очка (2+2).
В составе национальной сборной Словакии провел 117 матчей (45 голов); участник зимних Олимпийских игр 1994 и 1998 (12 матчей, 4+3), участник чемпионатов мира 1994 (группа C), 1995 (группа B), 1996, 1997, 1998 и 1999 (18 матчей, 8 шайб + 7 передач).

## Достижения
- Чемпион Словакии (1994), серебряный призёр (1995)
- Серебряный призёр чемпионата Чехии (1998), бронзовый призёр (1999)
- Бронзовый призёр чемпионата Чехословакии (1993)